# Cascada de Tamul

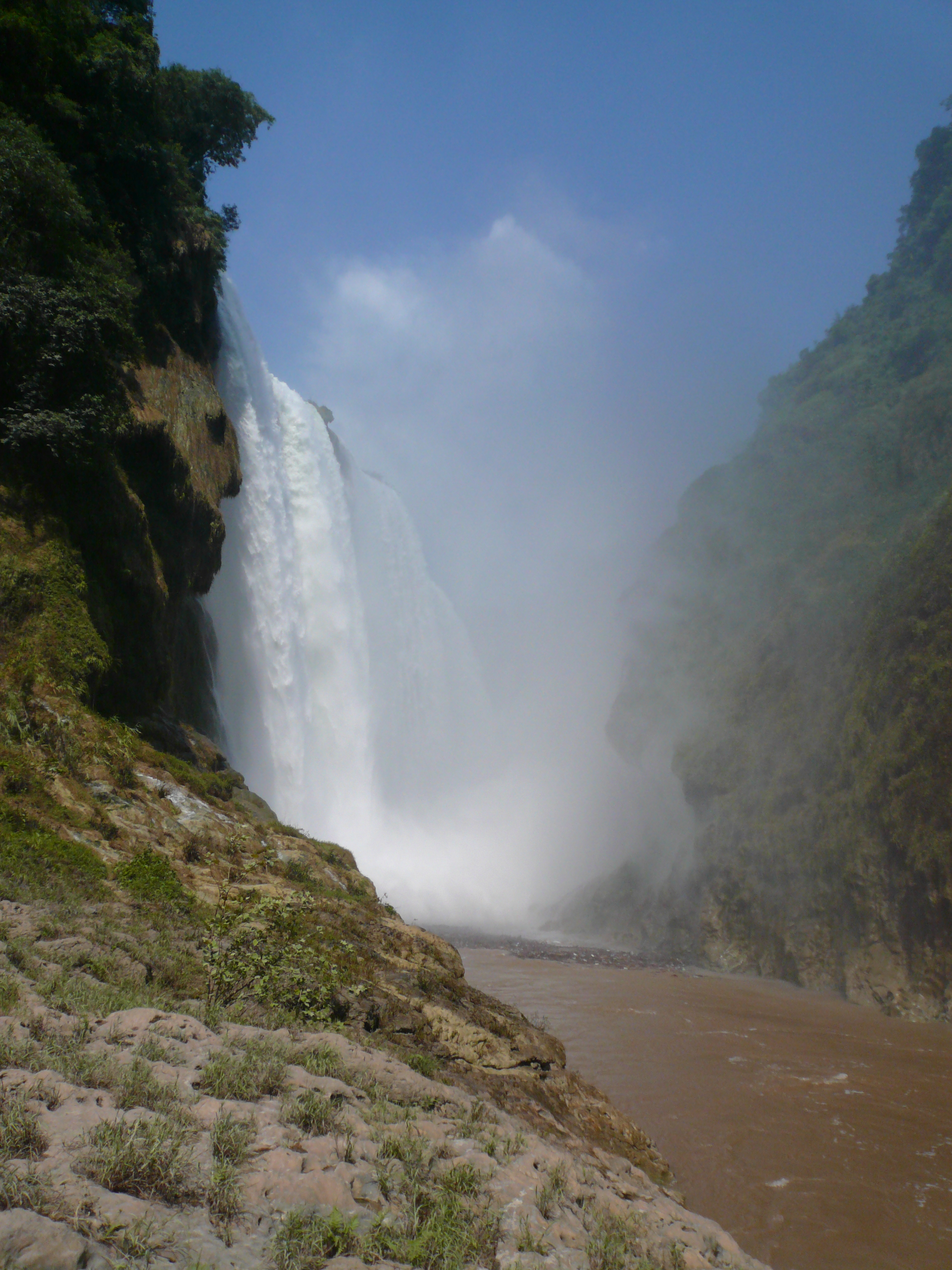
Vista de la cascada desde abajo

La cascada de Tamul es un salto de agua de México, el salto de agua más grande del estado de San Luis Potosí, en la cima del cañón del río Santa María, de 300 m de profundidad. La cascada del Tamul tiene 105 metros de altura. Está ubicada al norte del municipio de Aquismón, a aproximadamente 45 minutos de Ciudad Valles.
Nace del caudal del río Gallinas, que acaba desaguando cayendo sobre el cauce del río Santa María. El río que la alimenta cambia de nombre a río Tampaón, justo después aguas abajo de la cascada; todo esto localizado al oeste de Aquismón, en la región conocida como Huasteca. Se accede a la cascada por la carretera de San Luis Potosí, para tomar más tarde una desviación en la localidad El Sauz hasta el ejido La morena, donde cuentan con embarcadero oficial área de estacionamiento y lugares para acampar en el cual pueden contratar su lanchero el cual proporciona su equipo de seguridad para su viaje. El recorrido en lancha dura más de una hora, durante el cual se puede observar el paisaje a través del río. Es posible hacer rappel, entre otras actividades. Así como nadar en una impresionante cueva de agua cristalina con más de 45 m de profundidad y una tranquilidad y belleza absorbentes.
Se forma con la caída de las aguas del río Gallinas, que se integra por otros que nacen en el municipio de Tamasopo, San Luis Potosí. En los años 1960, los lugareños llamaban a la cascada "La Sonadora" por lo estruendoso de su caída en tiempos de lluvia. El río Santa María divide a Tamasopo y Aquismón en dirección N-S y el río Gallinas en la E-O; étnicamente, también es frontera entre teeneks (huastecos) y pames (Xi'oi, que se pronuncia Shihuí o Chihui y no Choy o Xoiu como aparece en muchos escritos).
Tamúl se encuentra en una región donde las caídas de agua son abundantes: en un radio de 100 km se encuentran, en el municipio de Rayón, La Llovinosa y Los Chorros; en el de El Naranjo, el Salto de Tanloquen, El Meco y Minas Viejas; en Xilitla, Las Pozas en el jardín surrealista de Edward James; en Ciudad Valles, Micos y en Tamasopo, las cascadas de Tamasopo Viejo, Puente de Dios, El Paraíso, California, El Aguacate, Las Cascaditas y tres sin explorar, de importante altura, en el río San Nicolás de los Montes, afluente del Gallinas. Además de éstas, hay innumerables parajes y ríos subterráneos y el último humedal de San Luis Potosí, la Ciénaga de Tampasquín en Tamasopo,  conocida como ciénega de Cabezas.
- Datos: Q5755932
- Multimedia: Cascada de Tamul / Q5755932